# L'Aveugle de Jérusalem
Pour plus de détails, voir Fiche technique et Distribution.

L'Aveugle de Jérusalem est un film muet français réalisé par Louis Feuillade, sorti en 1909.

## Distribution
- Renée Carl
- Alice Tissot
- Georges Wague